# Dirección de Inteligencia Policial
La Dirección de Inteligencia Policial (DIPOL) es la dirección de la Policía Nacional de Colombia, encargada de producir inteligencia estratégica y operacional; conocimiento de amenazas, desafíos, preocupaciones, la criminalidad y las demandas sociales, para orientar la toma de decisiones frente a los factores de perturbación del orden público, la seguridad y la defensa, por parte de los mandos y el gobierno. Su director es el señor Coronel Juan Carlos Trujillo Colmenares. 
Esta dirección es independiente de la Dirección de Investigación Criminal e INTERPOL (DIJIN).

## Estructura
La estructura orgánica de la DIPOL esta reglamentada por la resolución n.º 04558 del 13 de octubre de 2015 de la Dirección General de la Policía Nacional. La estructura se divide en las siguientes áreas:
- Área de Contrainteligencia (ARCON)
- Área de Operaciones de Inteligencia (AOPEI)
- Área de Tratamiento y Análisis Situacional (ATASI)
- Área Producción de Inteligencia (ARPIN)
- Área de Coordinación e Integración del Servicio (ARCIS)
- Área Administrativa (AREAD)

A su vez, cada una de estas áreas se dividen en grupos con funciones y objetivos específicos propios de cada grupo. Además de las áreas y grupos, la DIPOL tiene unidades desconcentradas que dependiendo de su jurisdicción territorial se denominan  Regionales de Inteligencia Policial (RIPOL) o Seccionales de Inteligencia Policial (SIPOL).